# Turku Trojans 2022
Questa voce raccoglie le informazioni riguardanti i Turku Trojans nelle competizioni ufficiali della stagione 2022.

## Maschile

### II-divisioona 2022

#### Stagione regolare
| Turku 4 giugno 2022, ore 17:00 1ª giornata | Turku Trojans | 28 – 16 | Lappeenranta Razorbacks | Turun Urheilupuiston yläkenttä |

| Kuusankoski 11 giugno 2022, ore 14:00 2ª giornata | Kuusankoski Cowboys | 27 – 12 | Turku Trojans | Kuusankosken Pallokenttä |

| Turku 3 luglio 2022, ore 13:00 Anticipo 4ª giornata | Turku Trojans | 20 – 8 | East City Giants | Turun Urheilupuiston yläkenttä |

| Hyvinkää 16 luglio 2022, ore 12:00 5ª giornata | Hyvinkää Falcons | 14 – 42 | Turku Trojans | Urheilupuisto |

| Rusko 23 luglio 2022, ore 14:00 6ª giornata | Turku Trojans | 6 – 30 | Helsinki Wolverines Blue | Ruskon KHT |

| Hämeenlinna 30 luglio 2022, ore 12:00 7ª giornata | Hämeenlinna Tigers | 0 – 29 | Turku Trojans | Pullerin keinonurmi |

### Playoff
| Rovaniemi 6 agosto 2022, ore 12:00 Quarti di finale | Rovaniemi Nordmen | 41 – 12 | Turku Trojans | Susivouti |

### Statistiche di squadra
| Competizione      | %Vittorie | In casa | In casa | In casa | In casa | In casa | In casa | In trasferta | In trasferta | In trasferta | In trasferta | In trasferta | In trasferta | Totale | Totale | Totale | Totale | Totale | Totale |
| Competizione      | %Vittorie | G       | V       | N       | P       | Pf      | Ps      | G            | V            | N            | P            | Pf           | Ps           | G      | V      | N      | P      | Pf     | Ps     |
| ----------------- | --------- | ------- | ------- | ------- | ------- | ------- | ------- | ------------ | ------------ | ------------ | ------------ | ------------ | ------------ | ------ | ------ | ------ | ------ | ------ | ------ |
| Stagione regolare | .667      | 3       | 2       | 0       | 1       | 54      | 54      | 3            | 2            | 0            | 1            | 83           | 41           | 6      | 4      | 0      | 2      | 137    | 95     |
| Playoff           | .000      | 0       | 0       | 0       | 0       | 0       | 0       | 1            | 0            | 0            | 1            | 12           | 41           | 1      | 0      | 0      | 1      | 12     | 41     |
| Totale            | .571      | 3       | 2       | 0       | 1       | 54      | 54      | 4            | 2            | 0            | 2            | 95           | 82           | 7      | 4      | 0      | 3      | 149    | 136    |

## Femminile

### Naisten Vaahteraliiga 2022

#### Stagione regolare
| Helsinki 15 maggio 2022, ore 12:00 1ª giornata | Helsinki Wolverines | 14 – 0 (0-0 8-0 6-0 0-0) referto | Turku Trojans | Velodromo di Helsinki\| Arbitro: \| J. Kalevo \| |
| Arbitro:                                       | J. Kalevo           |                                  |               |                                                  |

| Rusko 21 maggio 2022, ore 14:00 2ª giornata | West Coast Phoenix | 20 – 32 (0-0 6-20 6-0 8-12) referto | Turku Trojans | Kirkonkylän urheilukenttä (70 spett.)\| Arbitro: \| J. Sipi \| |
| Arbitro:                                    | J. Sipi            |                                     |               |                                                                |

| Lohja 28 maggio 2022, ore 13:00 3ª giornata | Lohja Lionesses | 0 – 48 (0-14 0-14 0-13 0-7) referto | Turku Trojans | Harjun nurmikenttä (155 spett.)\| Arbitro: \| N. Olsson \| |
| Arbitro:                                    | N. Olsson       |                                     |               |                                                            |

| Mikkeli 12 giugno 2022, ore 14:00 4ª giornata | Mikkeli Bouncers | 0 – 29 (0-7 0-6 0-0 0-16) referto | Turku Trojans | Urpolan tekonurmi (70 spett.)\| Arbitro: \| J. Lehtinen \| |
| Arbitro:                                      | J. Lehtinen      |                                   |               |                                                            |

| Tampere 18 giugno 2022, ore 12:00 5ª giornata | Tampere Saints | 6 – 53 (6-26 0-13 0-7 0-7) referto | Turku Trojans | Pyynikin urheilukenttä (104 spett.)\| Arbitro: \| K. Lahtinen \| |
| Arbitro:                                      | K. Lahtinen    |                                    |               |                                                                  |

| Turku 2 luglio 2022, ore 19:00 6ª giornata | Turku Trojans | 55 – 0 (14-0 17-0 7-0 17-0) referto | West Coast Phoenix | Yläkenttä (120 spett.)\| Arbitro: \| R-V Suojanen \| |
| Arbitro:                                   | R-V Suojanen  |                                     |                    |                                                      |

| Turku 9 luglio 2022, ore 13:00 7ª giornata | Turku Trojans | 6 – 22 (0-8 6-8 0-0 0-6) referto | Helsinki Wolverines | Yläkenttä (121 spett.)\| Arbitro: \| K. Lahtinen \| |
| Arbitro:                                   | K. Lahtinen   |                                  |                     |                                                     |

| Turku 16 luglio 2022, ore 13:00 8ª giornata | Turku Trojans | 23 – 0 (7-0 6-0 0-0 10-0) referto | Lohja Lionesses | Yläkenttä (80 spett.)\| Arbitro: \| M. Makarainen \| |
| Arbitro:                                    | M. Makarainen |                                   |                 |                                                      |

| Turku 24 luglio 2022, ore 13:00 9ª giornata | Turku Trojans | 48 – 20 (7-6 14-14 20-0 7-0) referto | Tampere Saints | Yläkenttä (70 spett.)\| Arbitro: \| M. Makarainen \| |
| Arbitro:                                    | M. Makarainen |                                      |                |                                                      |

| Turku 21 agosto 2022, ore 18:00 10ª giornata | Turku Trojans | 17 – 0 (7-0 7-0 3-0 0-0) referto | Mikkeli Bouncers | Yläkenttä (75 spett.)\| Arbitro: \| J. Holmberg \| |
| Arbitro:                                     | J. Holmberg   |                                  |                  |                                                    |

#### Playoff
| Rusko 28 agosto 2022, ore 15:00 Semifinale | Turku Trojans | 51 – 0 (0-0 23-0 14-0 14-0) referto | Tampere Saints | Kirkonkylän urheilukenttä (90 spett.)\| Arbitro: \| J. Bruun \| |
| Arbitro:                                   | J. Bruun      |                                     |                |                                                                 |

| Arbitri: | M. Makarainen K. Vuotilainen M. Saarijarvi O. Tikkanen M. Viitanen |

|  |           | |
|  | Marcatori | Pulkkinen 6':05" Q2 (FG) 24yd run Nirhamo 0':14" Q2 (TD) 6yd pass from Hakkarainen 6':51" Q3 (TD) 1yd run Pulkkinen Q3 (pat) Saastamoinen 0':15" Q3 (TD) 8yd pass from Hakkarainen Pulkkinen Q3 (pat) |

### Statistiche di squadra
| Competizione      | %Vittorie | In casa | In casa | In casa | In casa | In casa | In casa | In trasferta | In trasferta | In trasferta | In trasferta | In trasferta | In trasferta | Totale | Totale | Totale | Totale | Totale | Totale |
| Competizione      | %Vittorie | G       | V       | N       | P       | Pf      | Ps      | G            | V            | N            | P            | Pf           | Ps           | G      | V      | N      | P      | Pf     | Ps     |
| ----------------- | --------- | ------- | ------- | ------- | ------- | ------- | ------- | ------------ | ------------ | ------------ | ------------ | ------------ | ------------ | ------ | ------ | ------ | ------ | ------ | ------ |
| Stagione regolare | .800      | 5       | 4       | 0       | 1       | 149     | 42      | 5            | 4            | 0            | 1            | 162          | 40           | 10     | 8      | 0      | 2      | 311    | 82     |
| Playoff           | 1.000     | 1       | 1       | 0       | 0       | 51      | 0       | 1            | 1            | 0            | 0            | 23           | 0            | 2      | 2      | 0      | 0      | 74     | 0      |
| Totale            | .833      | 6       | 5       | 0       | 1       | 200     | 42      | 6            | 5            | 0            | 1            | 185          | 40           | 12     | 10     | 0      | 2      | 385    | 82     |

### Statistiche personali

#### Marcatrici
| Giocatore    | Ruolo | TD rush | TD recv | TD int | TD p.ret | TD k.ret | TD oth | Xp1  | Xp2 | FG  | Saf | Totale |
| ------------ | ----- | ------- | ------- | ------ | -------- | -------- | ------ | ---- | --- | --- | --- | ------ |
| Kaszas       |       | 11+2    | 0+1     | 1+1    | 0        | 0        | 0      | 0    | 0   | 0   | 0   | 96     |
| Pulkkinen    |       | 5       | 0       | 0      | 0        | 0        | 0      | 23+8 | 0   | 3+2 | 0   | 76     |
| Nirhamo      |       | 0       | 7+2     | 0      | 0        | 0        | 0      | 0    | 0   | 0   | 0   | 56     |
| Hakkarainen  |       | 7+1     | 0       | 0      | 0        | 0        | 0      | 0    | 1   | 0   | 0   | 50     |
| Luhtala      |       | 0       | 4+1     | 0      | 0        | 0        | 0      | 0    | 0   | 0   | 0   | 30     |
| H. Ropanen   |       | 0       | 0       | 3      | 0        | 0        | 0      | 8    | 0   | 1   | 0   | 29     |
| Partanen     |       | 0       | 4       | 0      | 0        | 0        | 0      | 0    | 0   | 0   | 0   | 24     |
| Olmedo Giler |       | 1+1     | 0       | 0      | 0        | 0        | 0      | 0    | 0   | 0   | 0   | 12     |
| P. Polkki    |       | 1       | 0       | 0      | 0        | 0        | 0      | 0    | 0   | 0   | 0   | 6      |
| Saastamoinen |       | 0       | 0+1     | 0      | 0        | 0        | 0      | 0    | 1   | 0   | 0   | 6      |
| Seiles       |       | 0       | 1       | 0      | 0        | 0        | 0      | 0    | 0   | 0   | 0   | 6      |
| Team         |       | 0       | 0       | 0      | 0        | 0        | 0      | 0    | 0   | 0   | 1   | 2      |

#### Passer rating
| Giocatore   | G    | Att    | Comp  | Int | Yds      | TD   | NFL   | NCAA   |
| ----------- | ---- | ------ | ----- | --- | -------- | ---- | ----- | ------ |
| Hakkarainen | 10+2 | 189+39 | 83+16 | 3+0 | 1060+256 | 14+5 | 84,61 | 116,77 |
| Kaszas      | 3    | 12     | 4     | 1   | 43       | 1    | 37,85 | 74,27  |
| Pulkkinen   | 1    | 1      | 0     | 1   | 0        | 0    |       |        |